# Jill Craybas
Jill Craybas (Providence, Rhode Island, 1974. július 17. –) amerikai teniszezőnő. Egy egyéni és négy páros WTA-tornát nyert meg. Legjobb egyéni világranglista-helyezése harminckilencedik volt, ezt 2006 áprilisában érte el.

## Eredményei Grand Slam-tornákon

### Egyéniben
| Torna           | 2009   | 2008   | 2007   | 2006   | 2005   | 2004   | 2003   | 2002   | 2001   | 2000   | 1999   | 1998   | 1997 | 1996   |
| --------------- | ------ | ------ | ------ | ------ | ------ | ------ | ------ | ------ | ------ | ------ | ------ | ------ | ---- | ------ |
| Australian Open | 1. kör | 2. kör | 1. kör | 1. kör | 1. kör | 3. kör | 1. kör | 2. kör | 1. kör | -      | 1. kör | -      | -    | -      |
| Roland Garros   |        | 1. kör | 2. kör | 1. kör | 1. kör | 1. kör | 1. kör | 1. kör | 2. kör | -      | -      | -      | -    | -      |
| Wimbledon       |        | 1. kör | 1. kör | 1. kör | 4. kör | 2. kör | 1. kör | 2. kör | 1. kör | -      | -      | -      | -    | -      |
| US Open         |        | 1. kör | 1. kör | 2. kör | 2. kör | 2. kör | 1. kör | 1. kör | 1. kör | 1. kör | 1. kör | 1. kör | -    | 1. kör |

## Év végi világranglista-helyezései
| Év       | 1992 | 1998 | 1999 | 2000 | 2001 | 2002 | 2003 | 2004 | 2005 | 2006 | 2007 | 2008 |
| Helyezés | 710. | 151. | 175. | 150. | 93.  | 57.  | 98.  | 59.  | 47.  | 73.  | 79.  | 66.  |